# Ronifibrato
Ronifibrato é um fibrato.